# God's Own Country
God's Own Country é um filme de drama britânico de 2017 dirigido e escrito por Francis Lee. Estrelado por Josh O'Connor, Ian Hart, Gemma Jones e Alec Secareanu, estreou no Festival Sundance de Cinema em 23 de janeiro de 2017.
Após o lançamento, o filme recebeu ampla aclamação da crítica, que elogiou as performances (particularmente a de O'Connor) e a história, além de elogiá-lo como um começo promissor para Lee. Foi a única produção sediada no Reino Unido a figurar na categoria de drama mundial no Festival Sundance de Cinema de 2017, onde ganhou o prêmio de direção de cinema mundial.

## Sinopse
Em Yorkshire , Johnny vive na fazenda da família com seu pai, Martin, e sua avó, Deirdre. Como seu pai sofreu um derrame e por causa da idade de sua avó, grande parte da administração diária da fazenda recai sobre Johnny. Em seu tempo livre, Johnny se envolve em bebedeiras e encontros sexuais furtivos com outros homens. Retornando tarde para a fazenda após tal encontro com um jovem leiloeiro, ele é repreendido por seu pai porque um bezerro morreu de um parto pélvico em sua ausência.
Gheorghe, um trabalhador migrante romeno , é contratado como ajudante extra para a temporada de parição de cordeiros . Ele chega e passa sua primeira noite em uma caravana que a família organizou como sua acomodação. Como as ovelhas se afastaram da parte principal da fazenda, e como parte do muro da fazenda permanece sem reparos por Johnny, é decidido que Johnny e Gheorghe devem passar vários dias acampando perto dos animais. Quando uma das ovelhas dá à luz um filhote inconsciente, Johnny fica intrigado quando Gheorghe consegue ressuscitá-lo e cuidar dele. Certa manhã, depois que Johnny se refere a Gheorghe mais uma vez como um " cigano ", Gheorghe o derruba no chão e avisa Johnny para não falar daquele jeito com ele novamente.
No dia seguinte, os dois homens se envolvem novamente em uma briga que resulta em Johnny praticando sexo oral em Gheorghe e os dois homens fazem sexo violento e apaixonado na terra. Embora Johnny inicialmente não reconheça o encontro, os dois compartilham cigarros e um pacote de açúcar  para seus macarrões ao longo do dia. Naquela noite, Gheorghe resiste à atitude agressiva de Johnny de fazer sexo, em vez disso, mostrando-lhe pacientemente que sexo também pode ser terno, e os dois homens se beijam pela primeira vez.
De volta à fazenda, Johnny convida Gheorghe para ficar com ele na casa, mas Gheorghe opta por permanecer na caravana. Martin sofre um segundo derrame, Johnny percebe que administrar a fazenda agora é inteiramente sua responsabilidade e pede a Gheorghe que continue com ele. Gheorghe responde que a experiência o ensinou a não acreditar que eles podem ficar juntos e cuidar da fazenda simultaneamente. Johnny reage mal, bebendo em excesso e se envolvendo em outro encontro sexual aleatório. Quando Gheorghe percebe o que Johnny fez, ele sai abruptamente da fazenda.
Martin recebe alta do hospital, mas agora está completamente debilitado. Johnny, desesperado para se reconciliar com Gheorghe, diz ao pai que ficará para administrar a fazenda, mas que as coisas devem ser conduzidas de acordo com seus termos. Martin dá sua aprovação tácita a Johnny, que parte para trazer Gheorghe de volta à fazenda. Depois de encontrar Gheorghe trabalhando na Escócia, os dois homens se reconciliam. Gheorghe retorna com Johnny; a caravana é levada embora e Gheorghe se muda para a casa.

## Produção
O filme é parcialmente baseado na vida do próprio escritor e diretor Francis Lee, onde ele também teve que tomar a decisão de ficar e trabalhar na fazenda de sua família ou ir para a escola de teatro.
O filme foi filmado em Yorkshire, especificamente na área de Silsden em Keighley, em West Yorkshire,  com algumas outras cenas sendo filmadas na Estação Rodoviária de Keighley  e no Hospital Geral Airedale com Haworth e Otley também aparecendo como cenários para o filme.
A produção foi financiada em parte pelo programa iFeature do British Film Council, com financiamento adicional garantido pela Creative England.

## Elenco
- Josh O'Connor - Johnny Saxby
- Alec Secareanu - Gheorghe Ionescu
- Ian Hart - Martin Saxby
- Gemma Jones - Deidre Saxby[7]
- Também Harry Lister Smith, Melanie Kilburn, Liam Thomas, Patsy Ferran, Moey Hassan, Naveed Choudhry, Sarah White e John McCrea em papéis coadjuvantes.